# Federació de Futbol de Salomó
La Federació de Futbol de Salomó, també coneguda per les sigles SIFF (en anglès: Solomon Islands Football Federation), és l'òrgan de govern del futbol de l'estat insular de Salomó. Va ser fundada l'any 1978 amb el nom de Solomon Islands Football Association (SIFA).
L'any 1988, la SIFF va afiliar-se a la Confederació de Futbol d'Oceania (OFC) i a la Federació Internacional de Futbol Associació (FIFA).
La SIFF és la responsable d'organitzar el futbol de totes les categories i les respectives seleccions nacionals, incloses les de futbol femení, futbol sala, futbol platja i la Selecció de futbol de Salomó.
La S-League és la principal competició de lliga de Salomó. Va ser creada l'any 2000 i la disputen 9 equips. Des de 2001 és coneguda, per raons de patrocini, com a Telekom S-League.